# Intervenția aliaților în Războiul Civil Rus
Intervenția aliaților în Războiul Civil Rus a avut loc în perioada 1918–1921. Administrația bolșevică avea o atitudine ostilă față de Puterile Centrale din care făceau parte Germania, Bulgaria, Imperiul Otoman și Austro-Ungaria. Numai o mică parte a partidului bolșevic, în frunte cu Lenin optau pentru încheierii păcii cu orice preț, cea mai mare parte a comuniștilor nefiind de acord cu cedarea în fața "forțelor imperialiste". Troțki a început tratativele de pace cu Puterile Centrale, prin punerea unor condiții. Prin "Operațiunea Faustschlag" în februarie 1918, care prevedea intrarea trupelor germane în Rusia, guvernul german caută să oblige bolșevicii la acceptarea necondiționată a încheierii păcii.
Comuniștii în frunte cu Lenin și Troțki sunt nevoiți să încheie pe 3 martie 1918 pacea de la Brest-Litovsk. Prin acest tratat de pace, Germania preia sub control Ucraina, Crimeea, Belarus și o parte din sudul Rusiei. Însă trupele germane, în ciuda tratatului de pace, își continuă înaintarea pe teritoriul rus. Unii istorici consideră că intervenția străină în Războiul Civil Rus a fost un catalizator care a dus la agravarea tensiunii politice din Rusia. Bolșevicii pierd controlul asupra regiunilor ocupate de trupele germane. În Ucraina ocupată de germani, au reînceput să preia controlul naționaliștii, iar în Crimeea tătarii au pornit atacul contra comuniștilor. În statele baltice, bolșevicii aveau adepți puțini, aici a preluat dictatura un partid naționalist. Această stare de lucruri a ușurat situația ocupației germane și consolidarea forțelor anticomuniste.

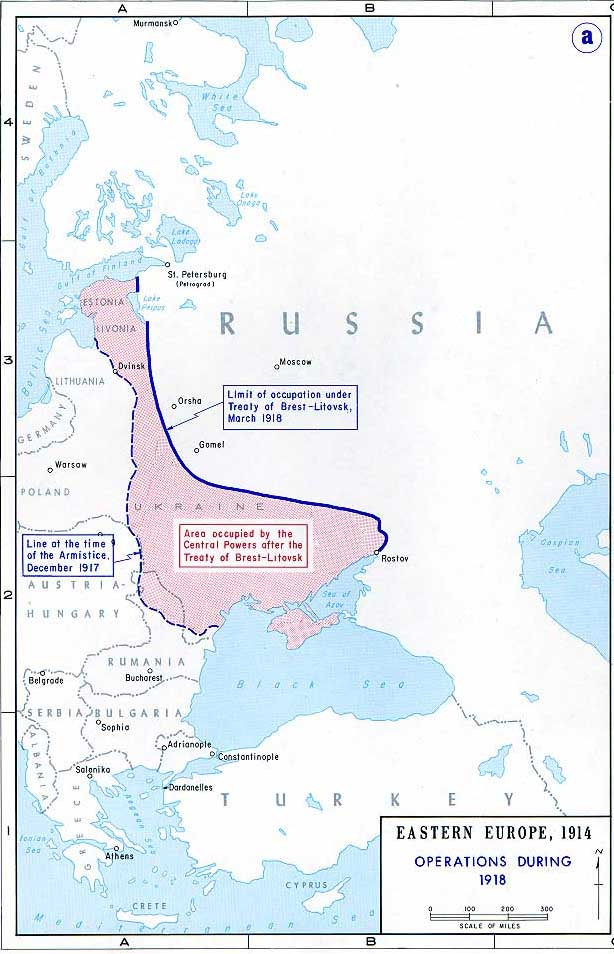
Teritorii cedate Germaniei (roșu) în martie 1918